# Stichting Papageno

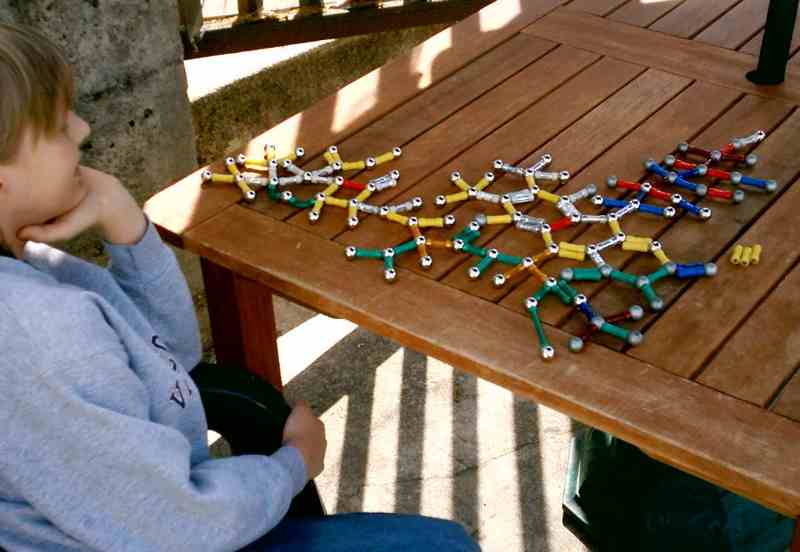
Kind met syndroom van Asperger heeft de structuur van Riboflavine Penicillinamide op tafel gelegd

Stichting Papageno is een Nederlandse stichting die opvoeders van kinderen met autisme wil ondersteunen met hun problemen. Aaltje van Zweden, echtgenote van de dirigent Jaap van Zweden en Marijke Foudraine hebben de stichting Papageno in 1997 opgericht. Het echtpaar Van Zweden heeft een autistische zoon. Ongeveer een op de honderd kinderen in Nederland heeft een stoornis in het ‘autistisch spectrum’: klassiek autisme, asperger of PDD-NOS. Over de behandeling van autisme, waaronder de bezigheidstherapie, zijn verschillende opvattingen.
De Stichting Papageno laat iedereen kennismaken met de, onder andere, uit het buitenland afkomstige methoden ter verlichting van het autisme. De stichting wil samen met deze instellingen trainingen opzetten om ouders, verzorgers en begeleiders de mogelijkheid te bieden een keuze te maken uit die verschillende methodes. Een van die methodes is dat autistische kinderen door middel van muziek hun belevingswereld anders gaan meemaken. De stichting is gevestigd in Laren. Daar is in 2014/2015 op initiatief van Jaap en Aaltje van Zweden het Papageno Huis gevestigd in de voormalige Villa Dennenhorst. Hierin zijn twaalf appartementen, een gemeenschappelijke woonkamer, een theaterzaaltje, een petit restaurant, dat voor iedereen, dus ook voor mensen buiten het Papageno Huis toegankelijk is en een grote speelruimte voor muziek- en sportactiviteiten gebouwd. Dit huis, dat op 26 augustus 2015 officieel is geopend door Koningin Maxima is bedoeld om mensen met autisme te integreren in de maatschappij. Er worden verschillende activiteiten georganiseerd in het huis, zoals een kookcursus en verschillende workshops. Ook kunnen er concerten en andere voorstellingen worden gegeven in het theaterzaaltje van het huis en is er een wekelijkse disco.
De stichting is genoemd naar Papageno, een figuur uit Die Zauberflöte van Mozart.